# Chiesa di Sant'Eligio dei Ferrari
La chiesa di Sant'Eligio dei Ferrari è un luogo di culto cattolico del centro storico di Roma, situato nel rione Ripa, in via di San Giovanni Decollato.

## Storia e descrizione

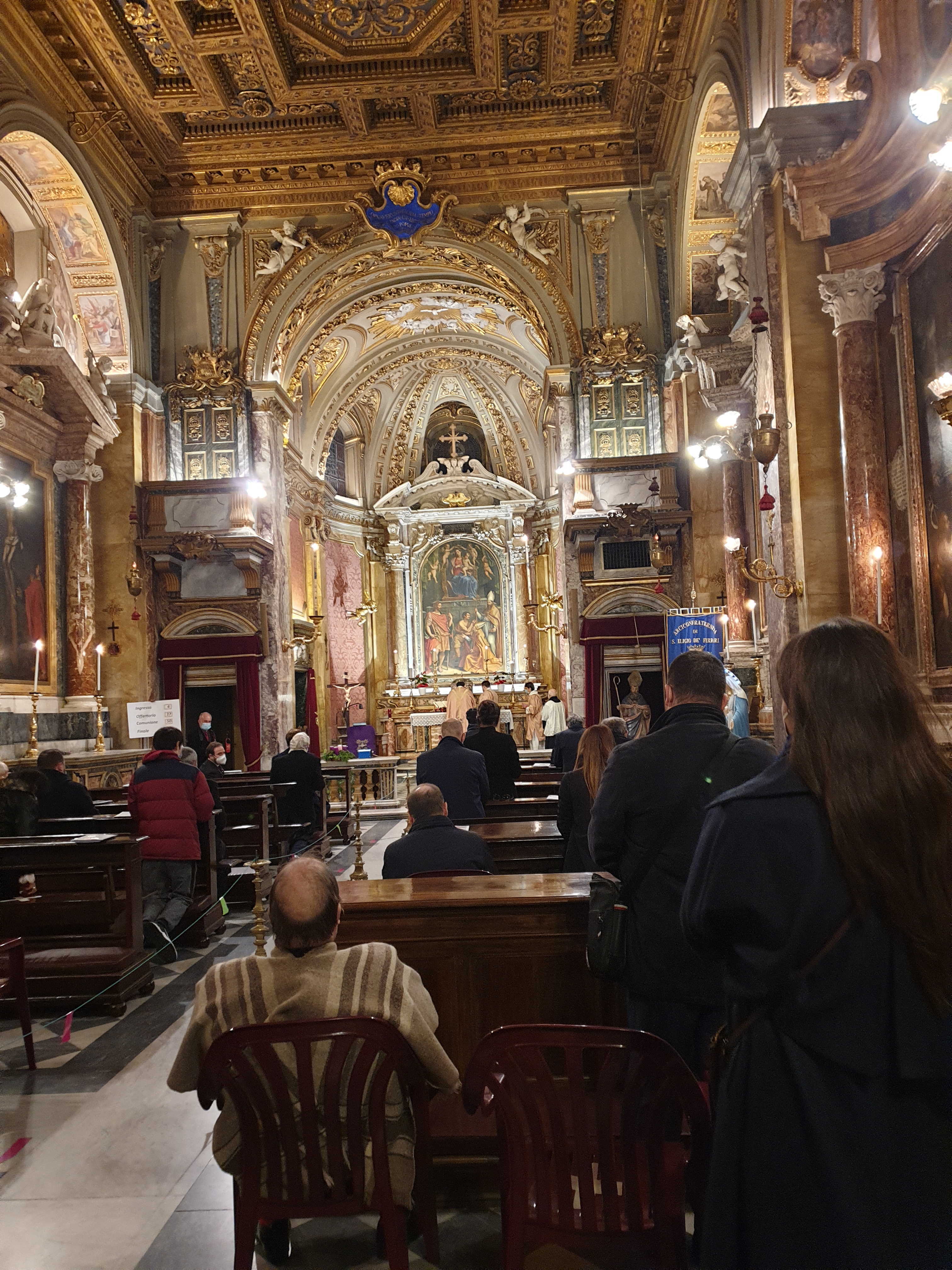
Una Messa nella chiesa

Conosciuta anche come "chiesa di Sant'Alo" e talvolta anche "Sant'Anigro", fu costruita nel 1513 dall'Università dei ferrai o ferrari e dedicata al loro santo protettore: l'edificio sorge sull'area della più antica chiesa di San Giacomo d'Altopascio (ricordata già in una bolla di Bonifacio VIII del 1302) e di San Martino de Monte Tito (menzionata per la prima volta nel 1192), entrambe concesse nel 1453 all'università dei Ferrari (che fino al 1509 comprendeva oltre ai fabbri anche gli orefici, che poi costituirono una confraternita propria).
L'interno della chiesa, a navata unica con tre altari per lato, è riccamente decorato, con legno e stucco dorato (1604). Tra le opere più notevoli, si possono citare:
- una statua lignea di Sant'Antonio del XVII secolo;
- la Salita al Calvario, resti di un affresco manierista ritrovato nel 1989;
- all'altare maggiore, Madonna in trono, san Giacomo ed i vescovi Eligio e Martino di Girolamo Siciolante da Sermoneta (fine XVI secolo);
- Martirio e gloria di sant'Orsola di Ambrogio Mattei (1764).

Sulla cantoria in controfacciata si trova l'organo a canne, costruito da Nicola Morettini nel 1905, integro nelle sue caratteristiche foniche originarie e dotato di 8 registri su unico manuale e pedale.
Annesso alla chiesa è il Museo della confraternita di sant'Eligio dei Ferrari